# Kreis Mezőcsát
Der Kreis Mezőcsát (ungarisch Mezőcsáti járás) ist ein Kreis im Südosten des nordöstlich gelegenen ungarischen Komitats Borsod-Abaúj-Zemplén. Er grenzt Osten an das Komitat Hajdú-Bihar. Der Kreis entstand im Zuge der Verwaltungsreform Anfang 2013 aus 7 der 9 Gemeinden des gleichnamigen, Ende 2012 aufgelösten Kleingebiets (ungarisch Mezőcsáti kistérség). Die anderen 2 Gemeinden gelangten in den westlicher gelegenen Kreis Mezőkövesd. Letztendlich wurde der Kreis Mezőcsát durch die Gemeinde Hejőpapi aus dem Kleingebiet Tiszaújváros verstärkt.

Der Kreis hat eine durchschnittliche Gemeindegröße von 1.777 Einwohnern auf 43,91 Quadratkilometern. Die Bevölkerungsdichte ist eine der niedrigsten im Komitat. Der Kreissitz befindet sich in der einzigen Stadt Mezőcsát im Zentrum des Kreises.

## Gemeindeübersicht
| Gemeinde       | Status   | Herkunft Kleingebiet | Einwohnerzahl | Einwohnerzahl | Einwohnerzahl | Fläche     | Bevölkerungs- dichte (Ew./km²) |
| Gemeinde       | Status   | Herkunft Kleingebiet | 01.10.2011    | 01.01.2013    | 01.01.2016    | 01.01.2016 | Bevölkerungs- dichte (Ew./km²) |
| -------------- | -------- | -------------------- | ------------- | ------------- | ------------- | ---------- | ------------------------------ |
| Ároktő         | Gemeinde | Mezőcsát             | 1.120         | 1.122         | 1.106         | 46,41      | 23,8                           |
| Gelej          | Gemeinde | Mezőcsát             | 598           | 587           | 582           | 32,12      | 18,1                           |
| Hejőpapi       | Gemeinde | Tiszaújváros         | 1.157         | 1.196         | 1.138         | 17,02      | 66,9                           |
| Igrici         | Gemeinde | Mezőcsát             | 1.246         | 1.266         | 1.181         | 19,47      | 60,7                           |
| Mezőcsát       | Stadt    | Mezőcsát             | 5.980         | 6.036         | 5.826         | 103,08     | 56,5                           |
| Tiszadorogma   | Gemeinde | Mezőcsát             | 361           | 382           | 341           | 46,61      | 7,3                            |
| Tiszakeszi     | Gemeinde | Mezőcsát             | 2.577         | 2.630         | 2.614         | 46,18      | 56,6                           |
| Tiszatarján    | Stadt    | Mezőcsát             | 1.407         | 1.416         | 1.424         | 40,39      | 35,3                           |
| Kreis Mezőcsát |          |                      | 14.446        | 14.635        | 14.212        | 351,28     | 40,5                           |